# Susperia
Susperia ist eine Thrash-Metal-Band aus der norwegischen Kommune Bærum. Die Band gründete sich im Jahre 1998 unter dem Namen Seven Sins (englisch ‚Sieben Sünden‘) und trägt seit 2000 den heutigen Namen. Susperia stehen bei Agonia Records unter Vertrag und haben bis heute sechs Studioalben, eine EP und ein Demo veröffentlicht. Anfangs war die Band noch vom symphonischen Black Metal beeinflusst, änderte die musikalische Ausrichtung jedoch im Laufe der Jahre.

## Bandgeschichte

### Gründung undPredominance
Die Band wurde im Oktober 1998 vom ehemaligen Dimmu Borgir-Schlagzeuger Tjodalv (bürgerlich Kenneth Åkesson) und dem Gitarristen Cyrus (bürgerlich Terje Andersen, ehemals u. a. bei Satyricon) gegründet. Beide Musiker sind seit langen Jahren befreundet und haben gemeinsam in der Band Old Man’s Child gespielt. Ursprünglich hieß die Band Seven Sins. Da es weitere Bands mit diesem Namen gab und der Band selber der Name nicht mehr gefiel, folgte eine Umbenennung. Inspiriert durch den Horrorfilm Suspiria änderte die Band ihren Namen entsprechend. Nach kurzer Zeit wurde die Schreibweise in Susperia geändert, da die Band einen Rechtsstreit wegen der Urheberrechte vermeiden wollte.

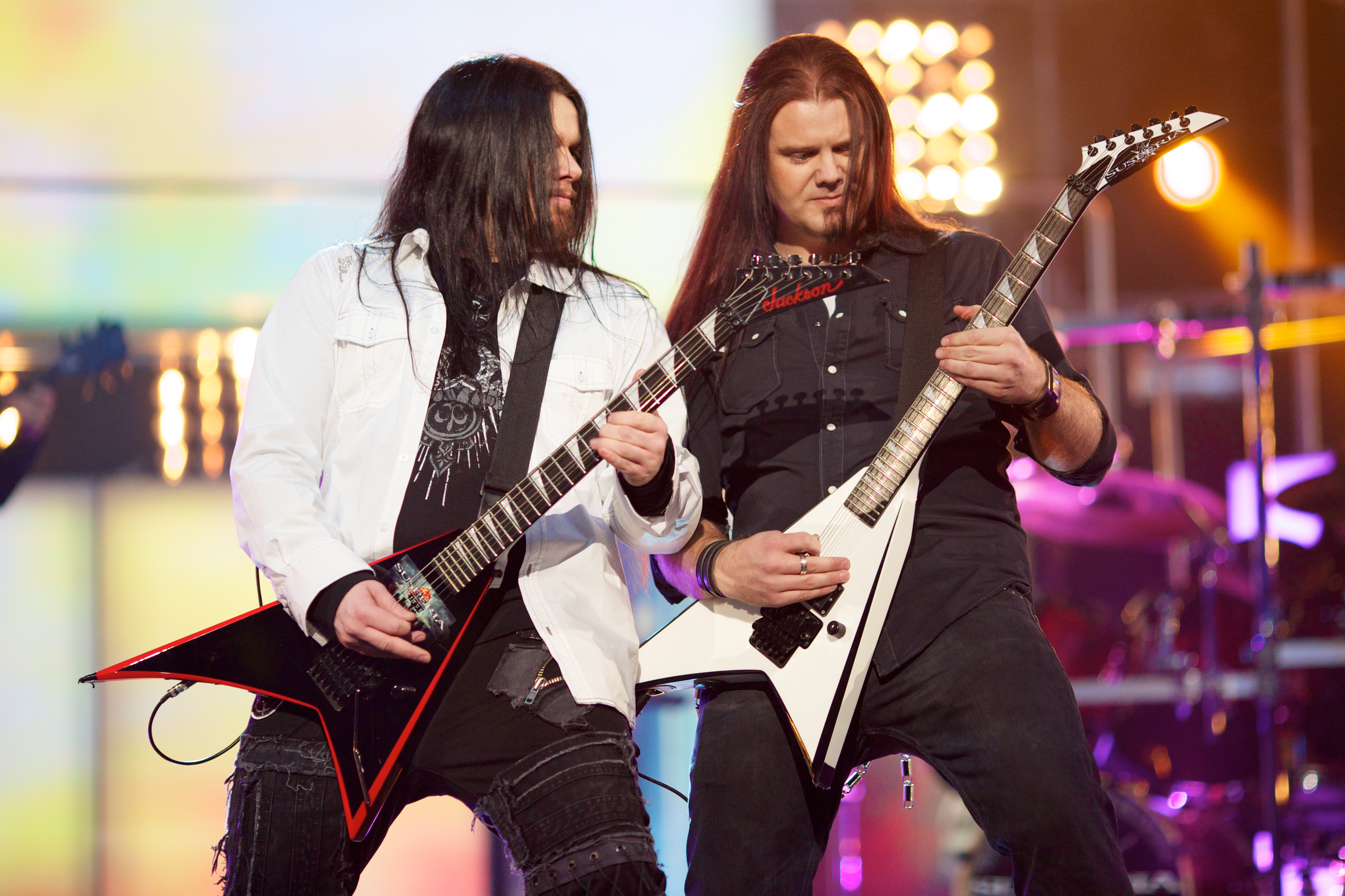
Cyrus und Elvorn (v. l.)

Nachdem Tjodalv im März 1999 bei Dimmu Borgir ausstieg konzentrierte er sich voll und ganz auf seine neue Band. Zusammen mit Cyrus schrieb er die ersten Lieder. Während des Wacken-Open-Air-Festivals 1999 traf Tjodalv auf den Sänger Athera (bürgerlich Pål Mathiesen). Tjodalv brachte einige Demos mit und erzählte Athera, dass er Musiker sucht, um die Band nach vorne zu bringen. Athera gefiel Tjodalvs Musik und bot sich als Sänger an. Auf Atheras Vorschlag stießen der zweite Gitarrist Elvorn (bürgerlich Christian „Elvorn“ Hagen) und der Bassist Memnock (bürgerlich Håkon Didriksen), die beide zuvor in Atheras Bands Vanaheim spielten.
Nach einigen Proben nahm die Band im Dezember 1999 das Demo Illusions of Evil auf. Das Demo enthielt fünf Lieder. Als Gastkeyboarder wurde Mustis (Dimmu Borgir) verpflichtet. Das Demo wurde an verschiedene Plattenfirmen verschickt. Zehn verschiedene Plattenfirmen wollten die Band unter Vertrag nehmen. Schließlich unterzeichnete die Band Anfang 2000 einen Vertrag bei Nuclear Blast. Ihr erstes Konzert spielte die Band zusammen mit den Bands Alsvartr und Ragnarok. Unter der Regie des Produzenten Peter Tägtgren nahm Susperia im Herbst 2000 ihr Debütalbum auf, welches im März 2001 unter dem Namen Predominance erschien. Im selben Jahr ging die Band zusammen mit In Flames, Nevermore, Dimmu Borgir und Lacuna Coil auf Europatournee.

### VindicationundUnlimited

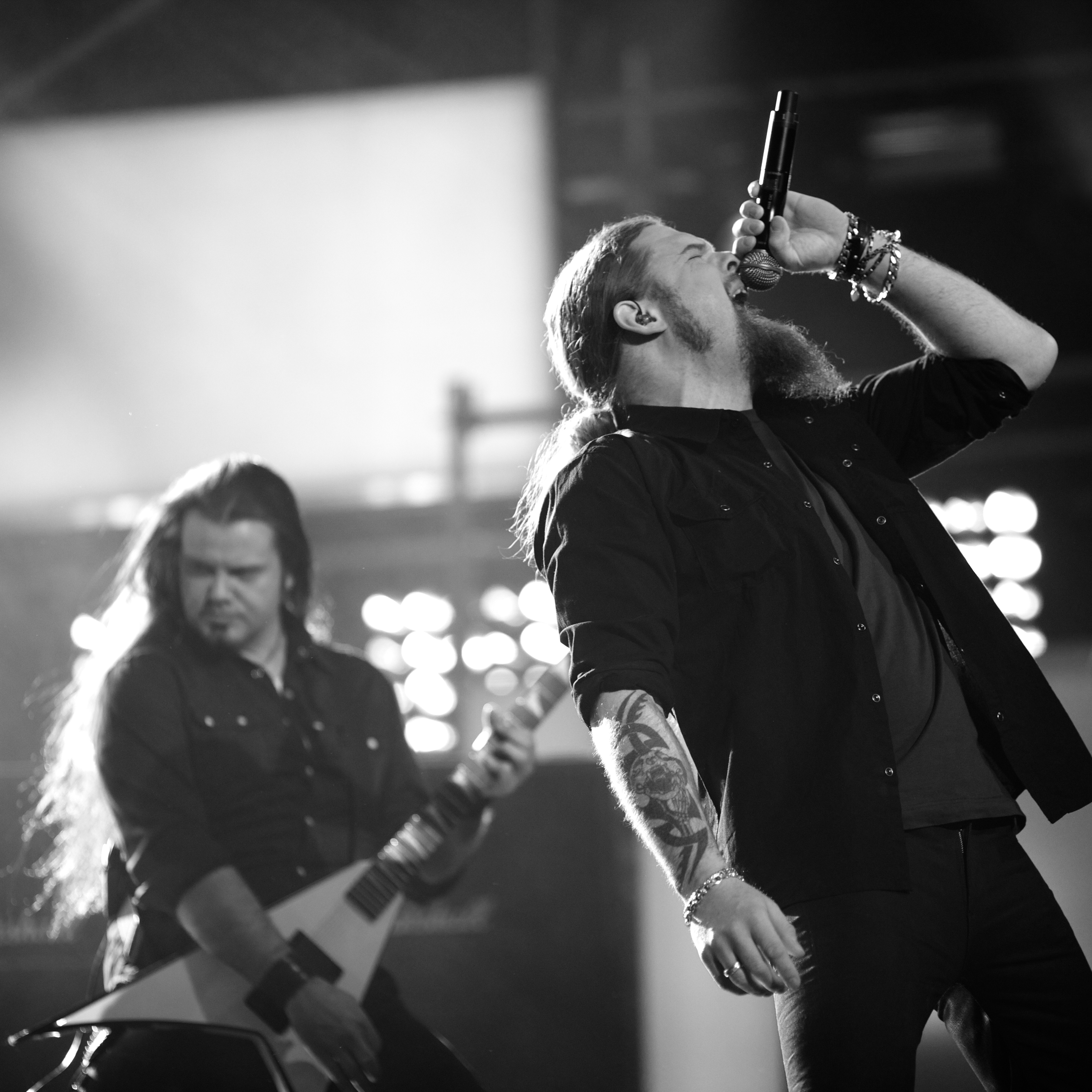
Elvorn und Athera (v. l.)

Ein Jahr später folgte das zweite Album Vindication, welches ebenfalls von Peter Tägtgren in dessen Abyss Studio produziert wurde. Das Album erschien im Mai 2002. Im Herbst des Jahres spielten Susperia auf einer Europatournee mit Bands wie Borknagar, Suidakra, Finntroll und Windir. Das Verhältnis zwischen der Band und Nuclear Blast verschlechterte sich in Folgezeit. Schließlich baten Susperia Nuclear Blast um die Auflösung des Vertrages, da die Musiker laut Athera einfach nicht mehr auf ihren Hintern sitzen und darauf warten konnten, dass etwas passiert.
Die Band erhielt mehrere Vertragsangeboten und unterzeichnete bei der norwegischen Firma Tabu Recordings. Im April 2004 veröffentlichte die Band mit Unlimited ihr bis heute meistverkauftes Album. Es erreichte Platz 43 der norwegischen Albumcharts was für die Band den ersten Charteinstieg bedeutete. Für das Lied Chemistry wurde ein Videoclip gedreht, der in den USA im Musiksendungen wie Headbangers Ball oder Havoc TV gezeigt wurde. Susperia wurden in der Metal-Kategorie der Alarm Awards nominiert.
Ein Jahr später schob die Band die EP Devil May Care nach. Die EP enthält neben zwei Eigenkompositionen Coverversionen von W.A.S.P. (Wild Child), Death (Lack of Comprehension) und a-ha (The Sun Always Shines on T.V.). Die EP erreichte Platz 19 der norwegischen Single-Charts. Damit waren Susperia die erste norwegische Metalband, die es in die Top 20 der nationalen Single-Charts geschafft hat. Im Herbst des Jahres tourten Susperia als Vorgruppe von Testament durch Europa. Es folgten weitere Tourneen mit Bands wie Demolition, Grimfist und Red Harvest.

### Cut from StoneundAttitude

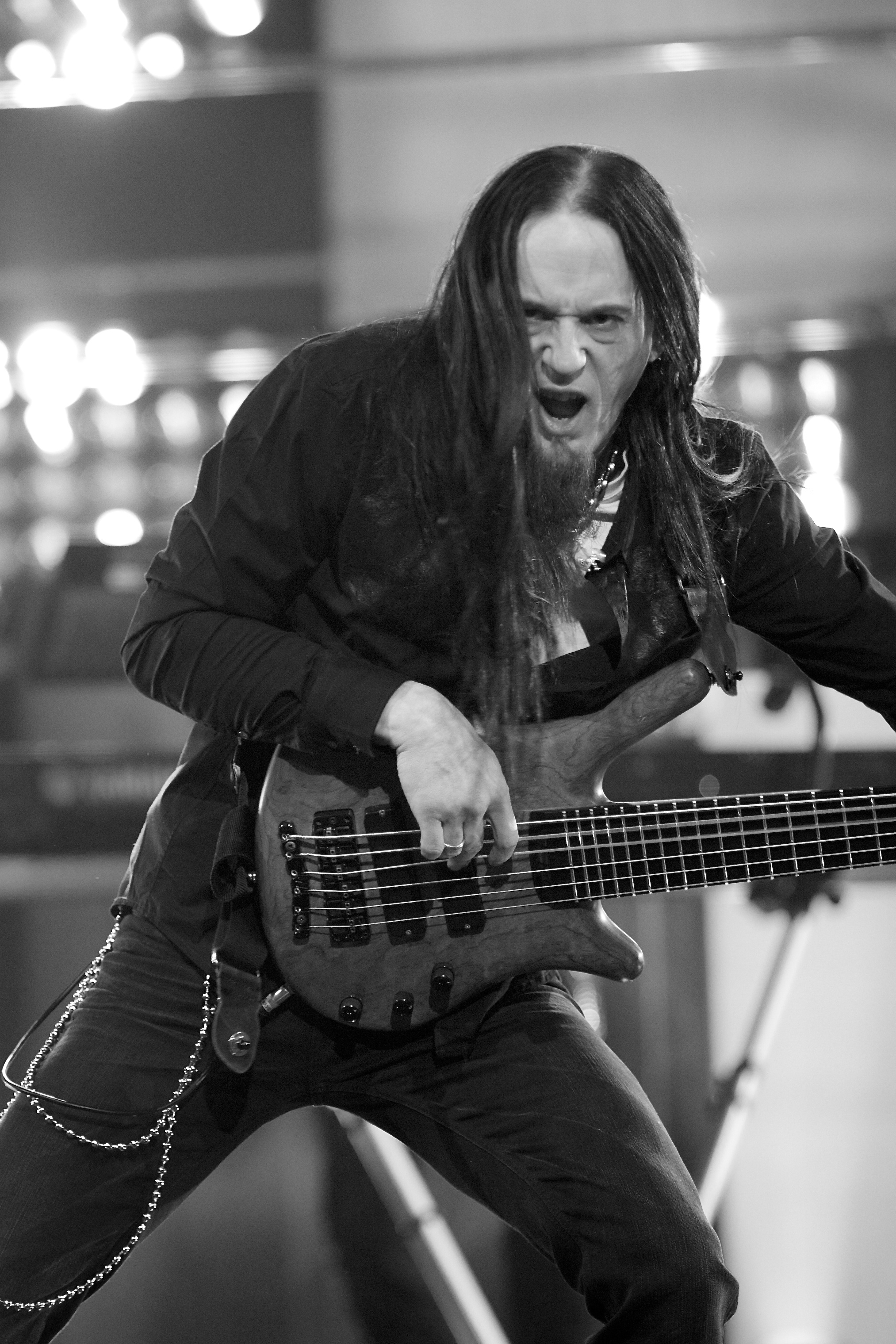
Memnock

Nach Abschluss des Tourzyklus musste die Band zunächst einige Probleme innerhalb der Band und mit ihrem Management bewältigen. Das vierte Album Cut from Stone erschien am 9. April 2007 und erreichte Platz 39 der norwegischen Albumcharts. Im April tourten Susperia im Vorprogramm von W.A.S.P. in Norwegen, Schweden und England, danach folgte eine kurze Tour durch Großbritannien mit Onslaught. Schlagzeuger Tjodalv musste bei dieser Tour aussetzen, da er beim Ausladen seines Autos ausrutschte und sich ein Bein brach. Er wurde vorübergehend durch Anders Haave von der Band Blood Red Throne ersetzt.
Den größten Teil des Jahres 2008 verbrachte die Band mit den Vorbereitungen auf ihr nächstes Studioalbum. Vor der Veröffentlichung des Albums wechselte die Band erneut ihre Plattenfirma und unterzeichneten einen weltweiten Vertrag mit Candlelight Records. Für die Aufnahmen ihres neuen Albums Attitude konnten Susperia den Dimmu-Borgir-Sänger Shagrath (bürgerlich Stian Tomt Thoresen) sowie den Testament-Sänger Chuck Billy als Gastmusiker gewinnen.
Am Morgen des 9. März 2009 wurde Sänger Athera nach einem Herzinfarkt in das Akershus Universitetssykehus in Lørenskog eingeliefert. Im Zuge einer dreifachen Bypass-Operation mussten drei verengte Arterien und drei Herzklappen ersetzt werden. Wegen weiterer Komplikationen musste eine Operation am offenen Herzen im Rikshospitalet in Oslo durchgeführt werden. Anfang April konnte er das Krankenhaus verlassen, musste aber die anstehende Tour durch Großbritannien mit Breed 77 und Sworn Amongst aussetzen. Athera wurde bei den Konzerten vom Guardians-of-Time-Sänger Bernt Fjellestad ersetzt. Attitude erschien im Mai 2009 und erreichte Platz 28 der norwegischen Albumcharts. Bereits im Juni 2009 kehrte Athera mit der Band auf die Bühne zurück.

### We Are the OnesundThe Lyricist
Das Jahr 2010 verbrachte die Band damit, neue Musik zu schreiben und vereinzelte Konzerte zu spielen. Anfang 2011 kehrte der inzwischen bei Dimmu Borgir gefeuerte Mustis als Gastmusiker zu Susperia zurück. Gemeinsam traten die Musiker mit dem Lied Nothing Remains beim Melodi Grand Prix 2011, der norwegischen Vorausscheidung zum Eurovision Song Contest an. Dort schieden Susperia erst im Halbfinale gegen die Rockabilly-Band The Lucky Bullets aus. Zum zehnjährigen Jubiläum der Veröffentlichung ihres Debütalbums veröffentlichte die Band am 11. November 2011 das Album We Are the Ones. Das Album enthält neben dem Titellied das Lied Nothing Remains, orchestrale Versionen dreier älterer Titel und das erste Demo in neu gemasteter Form.
Ende Mai 2015 wurde bekannt, dass die Band einen neuen Sänger suche. Athera hatte die Band aufgrund gesundheitlicher Probleme und anderen Gründen verlassen. Am 5. August 2015 wurde mit Bernt Fjellestad von der Band Guardians of Time ein neuer Sänger vorgestellt, der sich den Künstlernamen Dagon gab. Ende Juni 2017 unterschrieben Susperia einen neuen Plattenvertrag bei Agonia Records und veröffentlichten am 16. März 2018 ihr sechstes Album The Lyricist.

## Stil
Auf den frühen Alben experimentierte die Band mit einer Mischung aus Black und Thrash Metal. Einen großen Einfluss übte dabei die Band Testament aus, die zu den Lieblingsbands aller Mitglieder zählt. Spätestens mit dem Album Unlimited waren die Black-Metal-Elemente verschwunden. Dafür räumte die Band Einflüssen aus dem Heavy Metal und Power Metal mehr Platz ein. Heute werden Susperia in der Regel als melodische Thrash-Metal-Band gehandelt.
Die vom Sänger Athera geschriebenen Texte sind persönlich gehalten und entweder rein fiktiv oder autobiografisch. Politik und Religion werden ebenso wenig verarbeitet wie bestimmte Konzepte. Athera verwendet sowohl gutturalen als auch klaren Gesang.

## Diskografie

### Alben
- 2001: Predominance
- 2002: Vindication
- 2004: Unlimited
- 2007: Cut from Stone
- 2009: Attitude
- 2011: We Are the Ones
- 2018: The Lyricist

### EPs
- 2005: Devil May Care

### Demos
- 2000: Illusions of Evil